# Novi Grad (Bosznia-Hercegovina)
Novi Grad (szerbül: Нови Град, korábbi neve Bosanski Novi) város és község Bosznia-Hercegovinában, Bosanska krajina területén, a Szerb Köztársaságban. A háború előtt a várost és községet Bosanski Novinak hívták, de a bosznia-hercegovinai háború idején a szerb hatóságok úgy döntöttek, hogy megváltoztatják minden olyan hely és település nevét, amelyek nevében szerepel a „Bosanski” jelző. Így a Bosanski Novi név Novi Grad-ra változott.

## Fekvése
Bosznia-Hercegovina nyugati részén, Banja Lukától légvonalban 71, közúton 83 km-re nyugatra, a Szana és az Una folyók találkozásánál, 122 méteres tengerszint feletti magasságban található. A város az Una jobb partján és a Szana folyó két partján, vagyis két geomorfológiai egységen: az Una és Szana hordalékvölgyében, valamint Grmeč és Kozara dombos lejtőin fekszik. Ez volt a volt Jugoszlávia területén fekvő Pounje (Unamente) közúti és vasúti közlekedésének egyik legfontosabb csomópontja. Geostratégiai jelentősége miatt a terület az őskortól napjainkig lakott volt. Először a középkori Bosznia és Magyarország, később az Oszmán Birodalom és az Osztrák–Magyar Monarchia, ma pedig Bosznia-Hercegovina és a Horvát Köztársaság határán volt. A város északnyugaton, az Una folyó mentén Horvátországgal, délen és délnyugaton pedig Rudice, Čađavica és Crna Rijeka településekkel határos. A keleti oldalon Maslovare, Blagaj, Suhača, Hozići, Donji Agići (Čelopek), Gornji Agići, Japra és Blagaj Rijeka falvak, északon pedig Poljavnice és Mazić falvak határolják.

## A község települései
Magának a községnek 48 települése van, ebből csak Novi Grad városi település, további négy település vegyes típusú, a többi pedig vidéki település:
Ahmetovci, Blagaj Japra, Blagaj Rijeka, Blatna, Cerovica, Crna Rijeka, Čađavica Donja,  Čađavica Gornja, Čađavica Srednja, Ćele, Devetaci, Dobrljin, Donje Vodičevo, Donji Agići, Donji Rakani, Gornje Vodičevo, Gornji Agići, Gornji Rakani, Grabašnica, Hozići, Johovica, Jošava, Kršlje, Kuljani, Lješljani, Mala Krupska Rujiška, Mala Novska Rujiška, Mala Žuljevica, Maslovare, Matavazi, Mazić, Petkovac, Poljavnice, Prusci, Radomirovac, Rakovac, Rašće, Ravnice, Rudice, Sokolište, Suhača, Svodna, Trgovište, Vedovica, Velika Rujiška, Velika Žuljevica és Vitasavci.

## Népessége

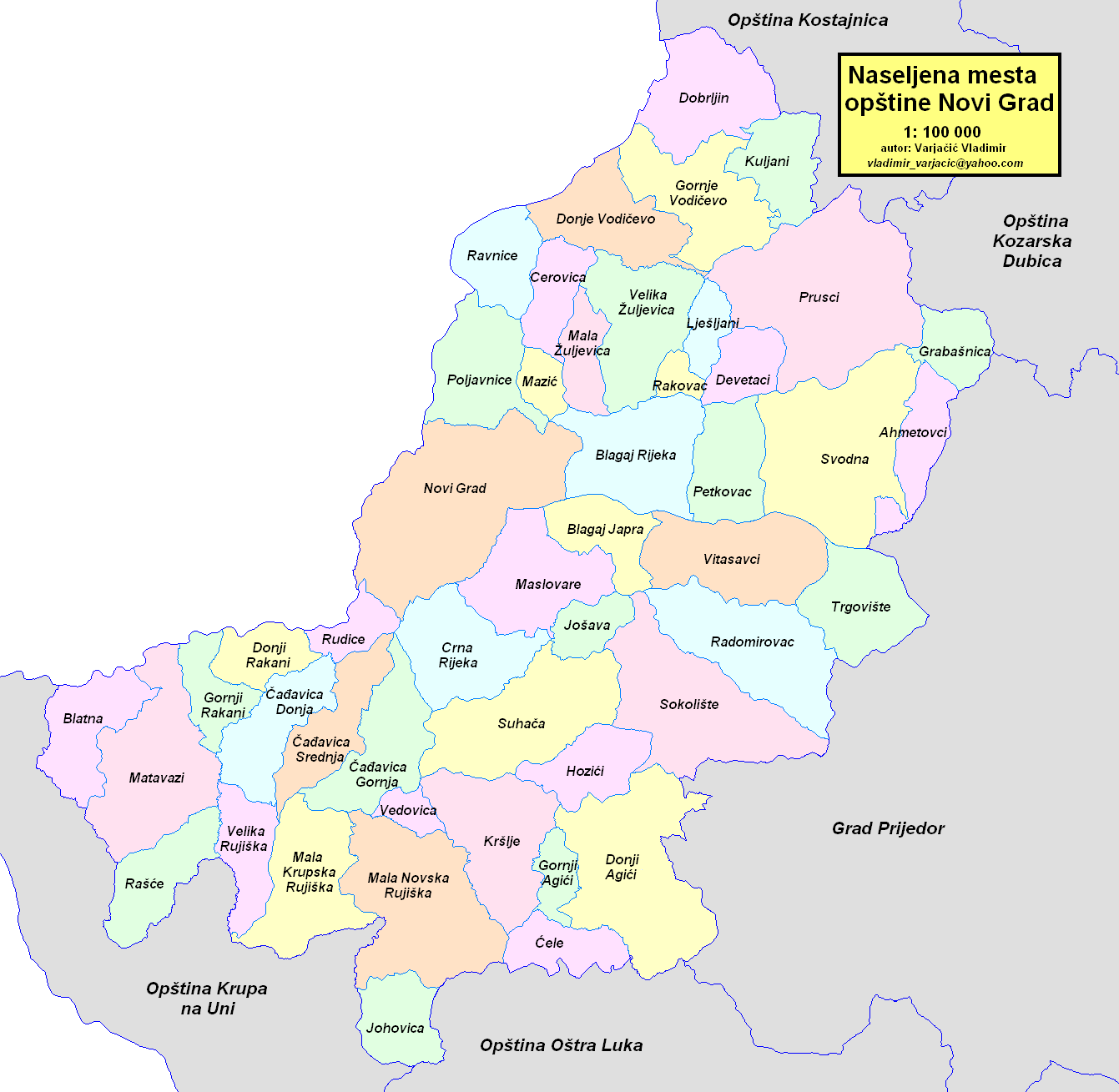
Novi Grad község települései

### A község népessége
| Nemzetiségi csoport | Népesség 1991 | Népesség 2013 |
| ------------------- | ------------- | ------------- |
| Szerb               | 25101         | 20116         |
| Bosnyák             | 14040         | 6439          |
| Horvát              | 403           | 181           |
| Jugoszláv           | 1557          | 10            |
| Egyéb               | 564           | 369           |
| Összesen            | 41665         | 27115         |

### A város népessége
| Nemzetiségi csoport | Népesség 1991 | Népesség 2013 |
| ------------------- | ------------- | ------------- |
| Szerb               | 5121          | 6835          |
| Bosnyák             | 6831          | 2901          |
| Horvát              | 187           | 105           |
| Jugoszláv           | 1117          | 9             |
| Egyéb               | 332           | 270           |
| Összesen            | 13588         | 10120         |

## Története
A település tágabb területe ősidők óta lakott volt, amint azt Donji Rakani falu régészeti lelőhelyei, valamint a Vojskova és Japra folyók völgyei is bizonyítják. A térséget az ókorban a maezei illír törzs lakta. Fejlődését nagyban elősegítette, hogy ásványi kincsekben (vas, réz, cink stb.) rendkívül gazdag volt. Ekkor nyíltak meg az első bányaaknák és az első kohók. A rómaiak érkezésével megkezdődött a bányászat és a kohászati tevékenység aranykora. A fegyvergyárakat innen látták el vassal. Az olvasztók mellett túlnyomórészt külföldi munkaerővel rendelkező települések is jönnek létre. A termelés a keleti gótok, különösen a bizánci uralom idején is folytatódott. Az itteni nagy keresztény bazilika is ebből az időszakból való.
A város először két részből – Podnoviból és a Kula-hegy alatti Ustisanából állt, amelyen a Babonicsok fellegvár jellegű kővára állt. A vár az Una és a Szana völgyei folyami és közúti forgalmának felügyeletére épült, mely folyók a Kula-hegy alatt találkoznak. Novi Gradot először 1217-ben „Castrum Novum” (Újvár) néven említik, bár a történészek inkább abban értenek egyet, hogy a várost csak 1280-ban alapították, mert ekkor jelentek meg az első írásos dokumentumok Novi Gradról. A város alapító okiratának eredetijét, melyet blagaji Babonicsoktól kapott 1280-ban, Budapesten az állami levéltár őrzi. Mivel a nagyhatalmak érdekei itt folyamatosan ütköztek egymással, így a város az 1280-as létrejöttétől fogva napjainkig mindig határövezetben volt. Először a középkori Bosznia és Magyarország, később pedig az Oszmán Birodalom és az Osztrák-Magyar Monarchia határán volt, és ez a helyzet egészen a mai napig tartott, mivel Jugoszlávia felosztása után is a határ mellé került. Hosszú, csaknem nyolc évszázados története során Novi Gradot több mint húsz alkalommal pusztították el teljesen, majd mindig újjáépítették, a fennmaradt térképek és rajzok szerint a város húsz különböző helyszínen feküdt egykor.

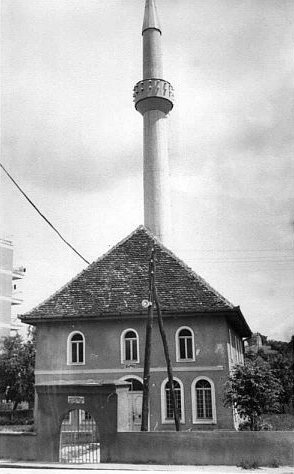
Az 1992-ben lerombolt Vidorija-mecset

A középkori Bosznia török uralom alá kerülése arra kényszerítette a Babonicsokat, hogy szövetséget kössenek a Zrínyiekkel. Ennek az ideiglenes megállapodásnak köszönhetően ezeknek a főuraknak 1483-ban sikerült súlyos vereséget mérniük a megszálló oszmán hadseregre. A helyi feudális urak összefogása azonban rövid életű volt, és csak átmenetileg késleltette a város elestét. Ustisana városát 1519-ben említik utoljára a Kula-hegy alatt. A Szana völgyében, Bosanski Novitól 7 km-re keletre fekvő Blagaj várát azonban már korábban is veszély fenyegette. 1537-ben az oszmánok végleg elfoglalták Blagaj várát, kiűzték onnan az őrséget, és saját őrségüket helyezték bele. Valamikor ekkortájt esett el a Kula-hegyen lévő Novi is, de a Zrínyiek, hogy jobban megvédjék magukat az oszmán betörésektől a 15. század végén az Una bal partján felépítették Új Novi várát. Ez lelassította az oszmánok előrenyomulását nyugat felé. Az osztrák őrség egészen 1556-ig ellenállt a támadásoknak, amikor Kostajnica várának eleste után a bosnyák származású oszmán parancsnok, Malkocs bég 1557-ben bevette Új Novi várát is.
Új Novi oszmánok általi meghódításával ezt az erődöt a Bécs felé való további behatolás fontos katonai bázisává tették. Hidat építettek az Una folyón, és a várost gyorsan benépesítették a muszlim lakossággal. A város 1687-ig oszmán fennhatóság alatt maradt, amikor Erdődy Miklós horvát bán serege visszafoglalta. A muszlim lakosság átmenekült az Una boszniai oldalára, Ada Jelenica környékére, ma Stari Grad városnegyedbe, és az Unának a mai szállodától a városi múzeumig terjedő partszakaszán rönkökből és töltésekből álló erődöt épített. 1726-ban faragott, jó minőségű kőből új erődöt kezdenek építeni, így az új erőd elkészültével szinte bevehetetlen volt az akkori támadásokkal a korabeli fegyverek számára. A meglévő vázlatok szerint a Turski Novi erőd falai 7 m magasak voltak, a várárok 6 m széles és 3 m mély volt, maga az erőd pedig 200 m hosszú, 150 m széles volt, 5 bástyája (tabia) és két kaputornya (capicula) volt. Az erődbe két felvonóhídon keresztül jutottak be, és az erőd körüli vizesárkon keresztül folyt az Una vize. A várat csak egyszer, köszönhetően a nagy haderő- és tüzérségi eszközfölényének 1788-ban, sok roham és hosszas ostrom után tudta bevenni Ernest Gideon Laudon osztrák tábornagy hússzor erősebb hadserege. Ezt követően az Oszmán Birodalom határa az Unánál stabilizálódott.

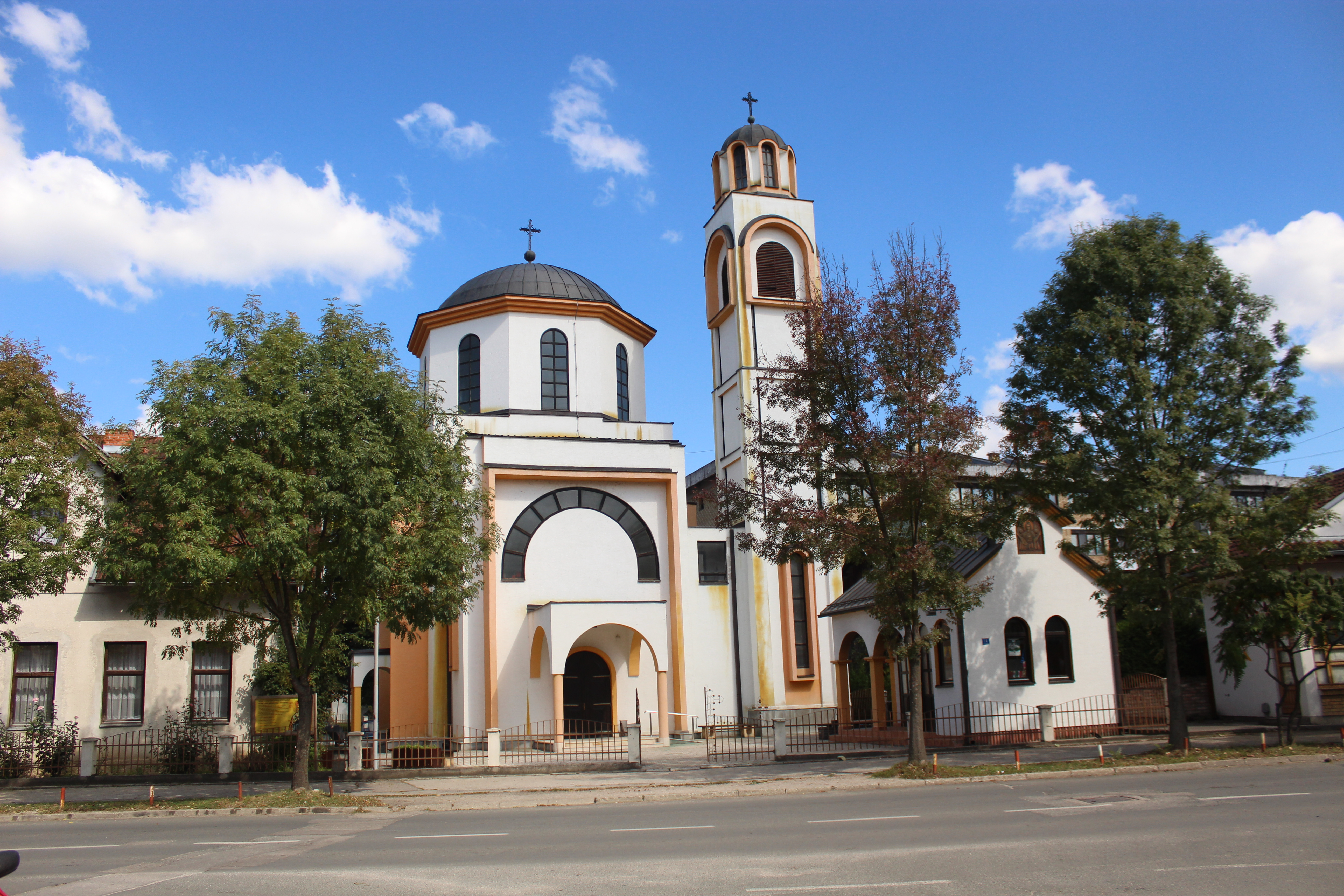
A Szentháromság pravoszláv templom

A település 1878-ig tartozott az Oszmán Birodalomhoz, ekkor a berlini kongresszus határozata alapján az Osztrák-Magyar Monarchia része lett. 1910-ben a városban 725 házat, 817 ortodox szerb, 2126 muszlim és 345 katolikus lakost találtak.
A monarchia szétesésével 1918-ben előbb a Szerb-Horvát-Szlovén Királyság, majd 1929-től a Jugoszláv Királyság része. 1921-ben Bosanski Novi községnek összesen 4961 háza és 30666 lakosa volt. Jugoszlávia megszállása után a város a Független Horvát Állam (NDH) része lett. 1941. július 30. és augusztus 5. között Bosanski Noviban mintegy 150 Bosanski Noviból és környékéről származó szerbet zártak börtönbe. A július 31. és augusztus 1. közötti éjszaka az összes foglyot az Una hídjához vitték, lemészárolták és a vízbe dobták őket. Augusztus 1-jén az usztasák betörtek szerbek lakta házakba, egyes szerbeket kivittek, majd a házuk előtt öltek meg és az utcán temettek el, másokat Szanába és Unába dobtak. Volt, akit a megyei főkapitányság börtönébe hurcoltak.
1945-től a település a szocialista Jugoszlávia része volt. A volt Jugoszláviában Novi Grad volt az Unamente legnagyobb közúti és vasúti közlekedési csomópontja, jelenleg pedig a Szerb Köztársaság, a Horvát Köztársaság és a Bosznia-Hercegovinai Föderáció közötti legfontosabb csomópont. A Novi Grad 1895-ben kapta a Bosanski Novi nevet, és a második Jugoszlávia 1992-es felosztása után tért vissza korábbi Novi Grad nevéhez. A Bosznia-Hercegovinában zajló polgárháború idején a város a Boszniai Szerb Köztársaság része volt. A Sana hadművelet keretében szeptember végrehajtott támadás során 1995. szeptember 18–19-én a Horvát Köztársaság hadserege megközelítette Novi Gradot, de két napos heves harc után a Boszniai Szerb Köztársaság Hadserege (VRS) visszaverve a támadást, ellentámadásba ment át. A daytoni békeszerződés aláírása után a város a Szerb Köztársaság része maradt.

## Gazdaság

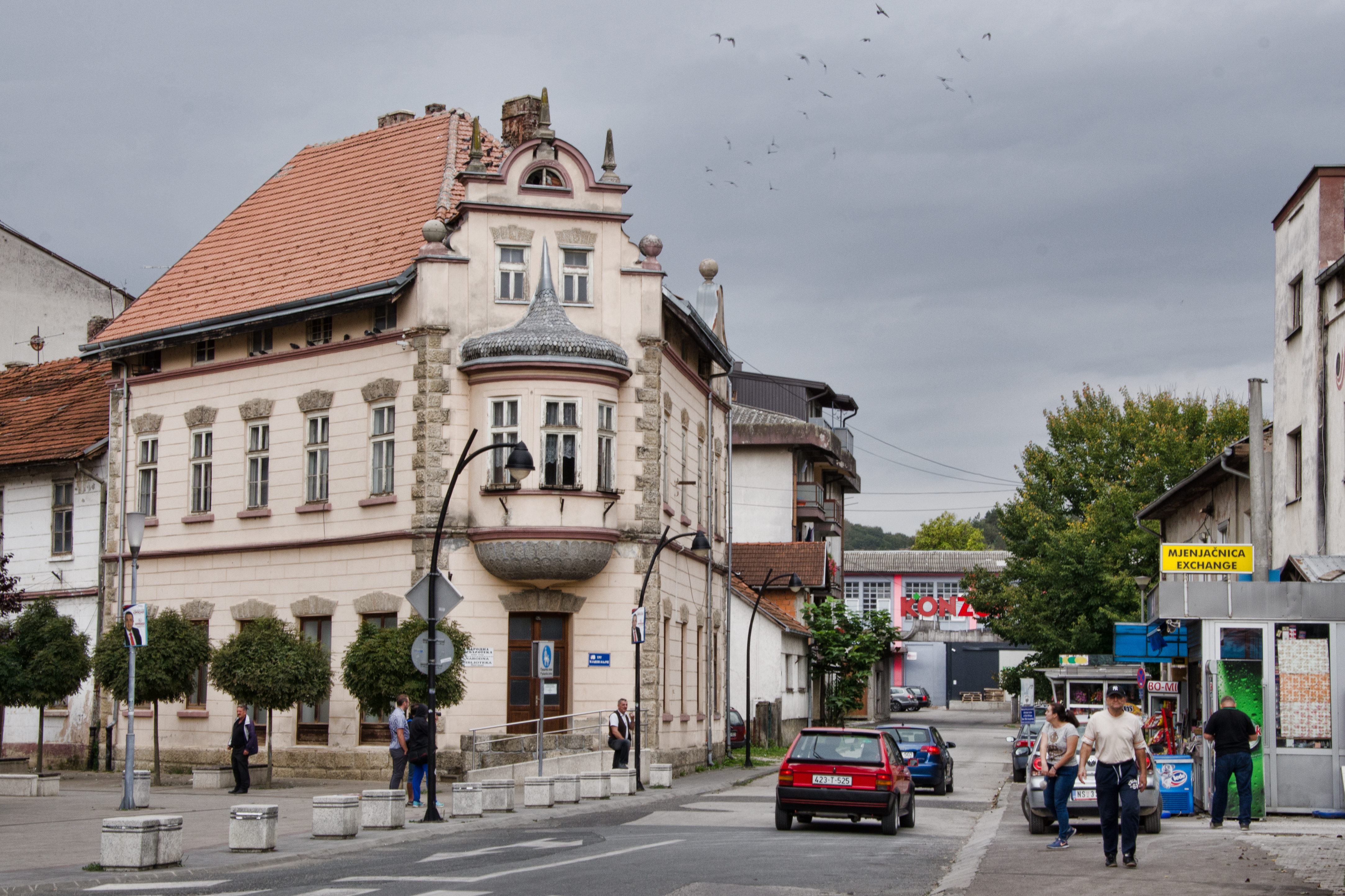
A városi könyvtár épülete

A gazdaság néhány iparágon és számos magáncégen alapul. Novi Grad jelentős potenciállal rendelkezik a turizmus, a fafeldolgozás, az élelmiszertermelés és a vízkészlet-gazdálkodás területén.
A gazdaság régen elsősorban a textil- és fafeldolgozó iparra épült, mintegy 8500 alkalmazottal, ebből 5500 fő az iparban dolgozott. A textilipar alapja a több ezer dolgozót foglalkoztató „Sana” kötöttáru- és konfekciógyár volt. A „Sana” gyárat 1937-ben alapították az Avdagić család tulajdonában levő kis magángyárként, de a második világháború utáni államosítás után nagy gyártóüzemmé nőtte ki magát, számos szétszórt üzemmel. 1985-ben a „Priče iz fabrike” című tévésorozatot forgatták a Sanáról és megjelent egy monográfia is, de az 1992-től 1995-ig tartó háború után a termelés már nem állt helyre, és az üzemet bezárták. E társaság jogutódja ma a „Sana Linea a.d.”, melynek a székhelye Kostajnica.
A „Lignošper” fafeldolgozó üzem 1960-ban épült Poljavnicében, egy Kostajnica felé eső külvárosi településen. Különféle furnér és rétegelt lemez félvégtermékek gyártása folyt ott. A háború előtti években a Lignošper irodabútorokat, vízálló rétegelt lemezt és egyéb termékeket is gyártott. Az 1992-es háború kitörésével a legtöbb nagyvállalat leállt. A gazdaság ma főként a szolgáltató tevékenységre, a kereskedelemre és vendéglátásra, kisebb részben a kézműves iparra épül.

## Oktatás
- A község területén négy általános iskola működik: a „Vuk Karadžić”, a „Sveti Sava”, a „Branko Ćopić” és a „Dragan Vujanović” általános iskolák.

- Két középiskolája a „Đuro Radmanović” Középiskolai Központ és a „Petrar Kočić” Gimnázium.

- Felsőoktatási intézménye az Apeiron Páneurópai Egyetem.

## Kultúra

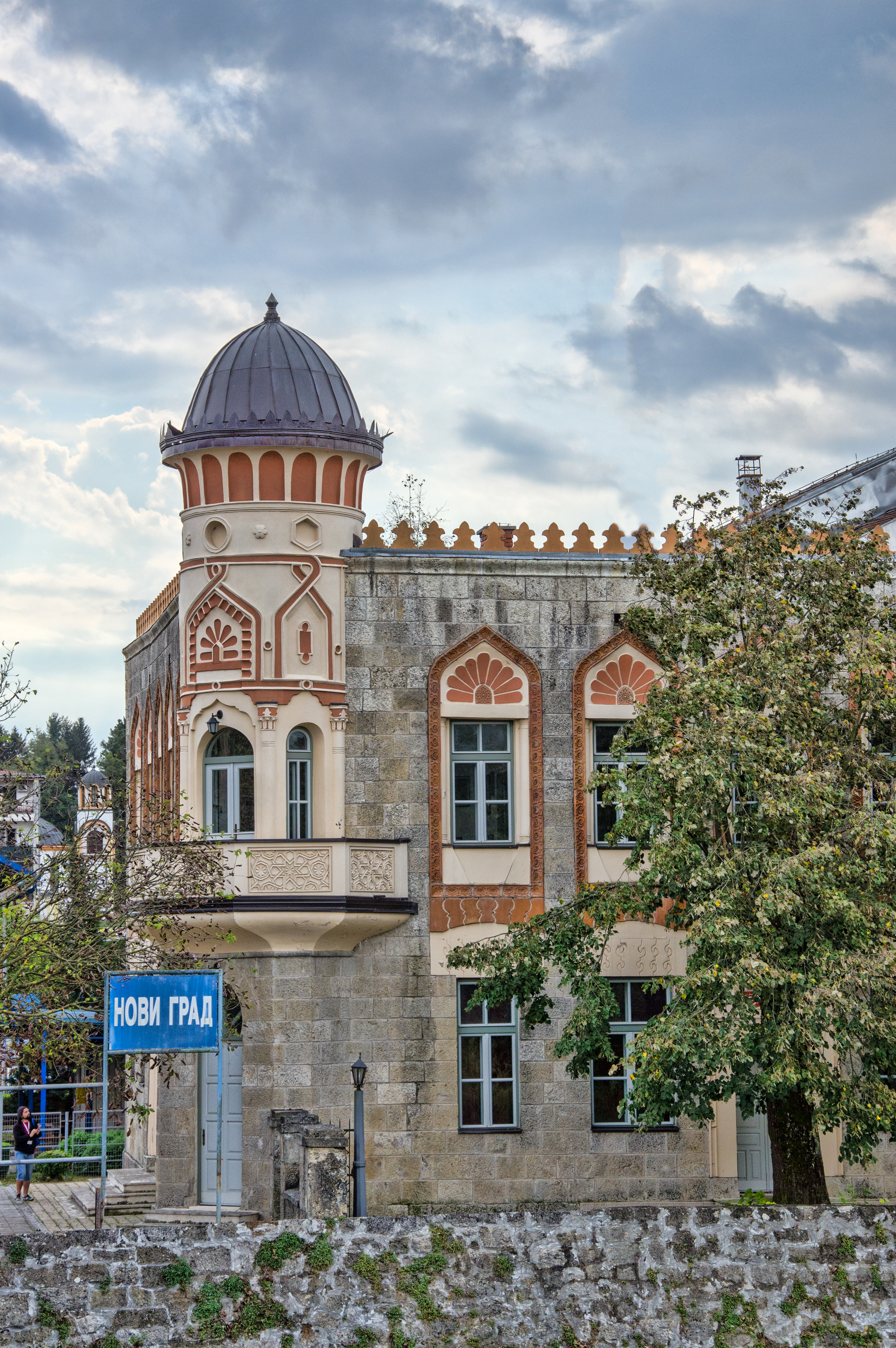
A mór stílusú városháza

Az első kulturális és történelmi intézmények ezen a területen a „Krajišnik” Énekegylet (1873), az Olvasóterem és mások. Az első kulturális tevékenységet folytató egyesületek: Női Szeretetszolgálat, Soko és a Seljačka spora. Ma ezt a munkát a Novi Grad-i Kulturális és Oktatási Központ egyesíti, amely magában foglalja a Munkás Egyetemet, a Művelődési Házat, a Múzeumot és a mozit.
Az „Una” Novi Grad kulturális és művészeti egyesületet 2007 végén alapították. Az egyesület a 2003 óta működő Novi Grad-i Kulturális és Oktatási Központ „folklór szekciójából” jött létre. Az egyesület ma mintegy 120 tagot számlál, több szekciója működik: folklór, zenei együttes, eredeti férfi énekcsoport, női énekcsoport, nemrég pedig egy énekkar. Több fesztiválon is felléptek, amelyek közül kiemelkedik: Belgrád, Gruža, Kikinda (Banatsko Veliko Selo), Szlovénia (Hrastnik), Mrkonjić Grad, Čelinac, Ribnik, Dvor na Uni, Kostajnica.
A Galéria Kulturális és Oktatási Központ Novi 1996-ban alakult Novi Grad Önkormányzatának Közgyűlésén a Helyi Múzeum, a Nemzeti Könyvtár, a Művelődési Ház és a Munkásegyetem összevonásával. A Galériában állandó kiállítás látható Stojan Ćelić hagyatékából, a Rakani Művésztelep gyűjteményéből, emellett éves kiállítások, valamint egyéni művészek kiállításai (B. Karanović, S. Vidović, M. Dodig, S. Stupar, M. Drljača és mások) láthatók itt.

## Sport
A város labdarúgóklubja az FK Sloboda Novi Grad az egyik legrégebbi klub az országban. A klub a Boszniai Szerb Köztársaság első ligájában szerepel.
A városban még számos aktív sportszervezet működik, köztük futball-, kézilabda- és kosárlabdaklubok.

## Egészségügy
Novi Grad település lakosságának egészségügyi alapellátását a Novi Grad-i „Dom zdravlja” Egészségügyi Központ szervezi és irányítja. A Dom zdravlja Novi grad a szomszédos Krupa na Uni és Kostajnica települések lakosságának egészségügyi ellátást is nyújt. Az Egészségügyi Központban az egészségügyi alapellátás háziorvosi modell szerint történik.
A község területén a szociális védelmi rendszer a Szociális Munkaközpont Intézmény szociális védelmi intézményein keresztül szerveződik. A Szociális Munkaközpont Novi Gradban üzlethelyiségeket, valamint Mlakve településen található helyiségeket használ a gyermekgondozási szolgáltatások biztosítására.

## Nevezetességei
- A Boldogságos Szűz Mária Születése templom 1905-ben épült. A templomot 1998-ban a lakosság hozzájárulásával újították fel, a bejáratnál elhelyezték az 1992-95-ös Honvédő Háború elesett katonáinak emléktábláját. A templomban minden év szeptember 21-én a Szűzanya tiszteletére népi kórustalákozót tartanak.

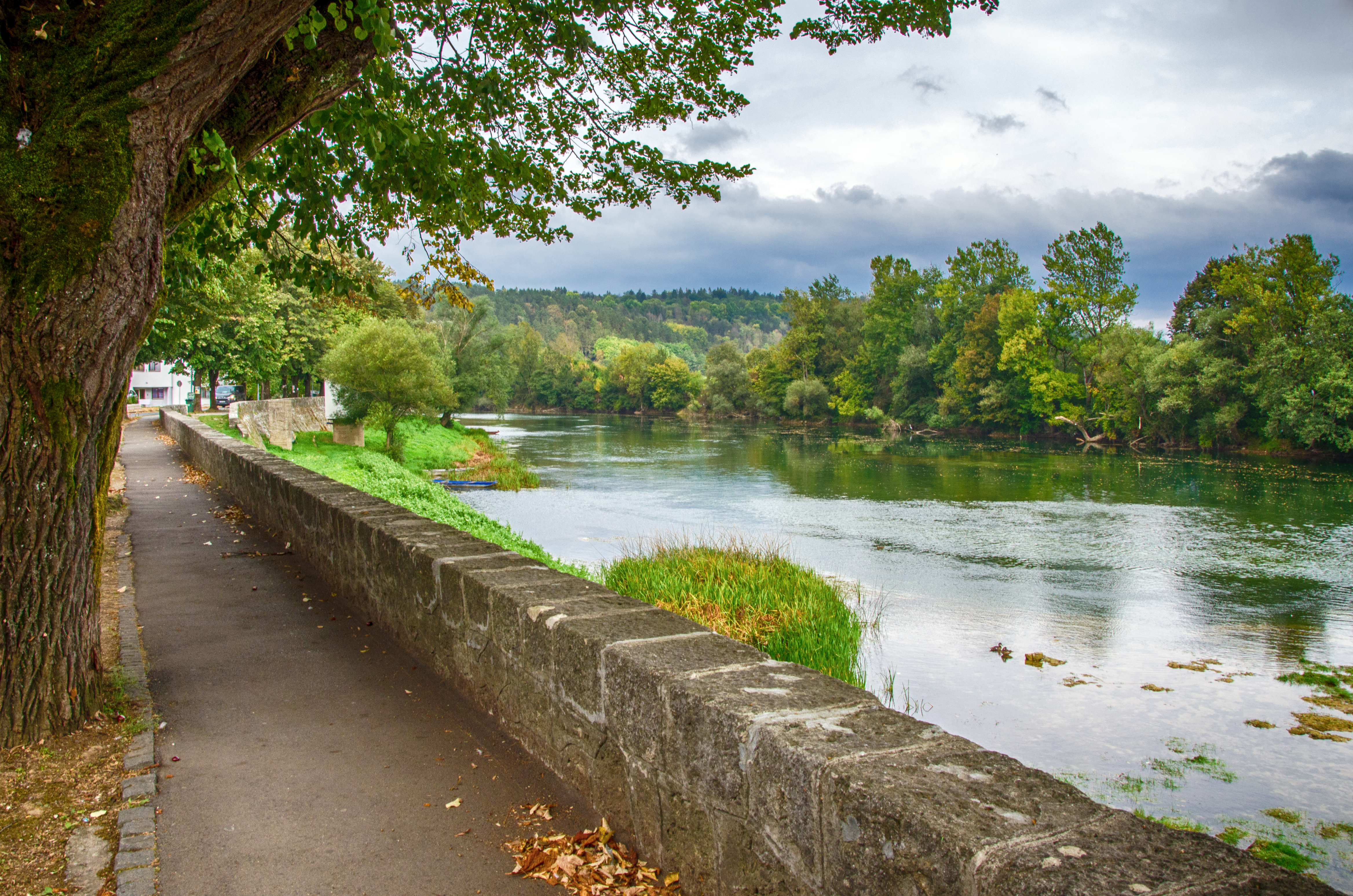
A Kej, az Una partvédő fala

- A régészeti lelőhelyek közül különösen jelentős Mekote lelőhelye, amely a késő bronzkorba és a hallstatti korszakba tartozik, az i. e. 8. századtól volt lakott. Ezen a helyen a múlt század 80-as éveiben végeztek ásatásokat, amelyek során 389 sírt tártak fel, több mint 1500 különböző bronzból, kerámiából, borostyánból, bőrből és vasból készült sírmelléklettel. Különösen jelentősek egy komplett bányászati és kohászati üzem maradványai a Japra folyó völgyében, mert a japrai vasból Pannóniában fegyvereket készítettek a római légióknak.

- A régi városháza 1888-ban épült mór stílusban. Az épület jellegzetes példája korának, az osztrák-magyar uralom időszakának. Viszonylag kis méretei ellenére dekoratívsága és lenyűgöző miatt Bosznia-Hercegovina egész területén a legharmonikusabb épületek között tartják számon.

- A Novi Grad-i Nemzeti Könyvtár a város legrégebbi kulturális intézménye. A könyvtár régi és értékes könyveket tárol. Az épületet, amelyben a könyvtár található, az osztrák-magyar uralom idejéből származó dekoratív építészeti stílus jellemzi.

- Az „Una” Natúrpark alapítói Novi Grad önkormányzata, Krupa na Uni önkormányzata, Kostajnica önkormányzata és Kozarska Dubica önkormányzata voltak. A Natúrpark a Bosznia-Hercegovina északnyugati részén található, és átnyúlik Krupa na Uni, Novi Grad, Kostajnica és Kozarska Dubica települések területére. A védett terület összterülete 2772,60 hektár. A legalacsonyabb tengerszint feletti magasság 94 m, míg a legmagasabb pont 135 m tengerszint feletti magasságban található. A Natúrpark területén a természeti erőforrások szelektív és korlátozott felhasználása, ellenőrzött beavatkozások és a védett természeti érték funkcióihoz igazodó tevékenységek megengedettek.

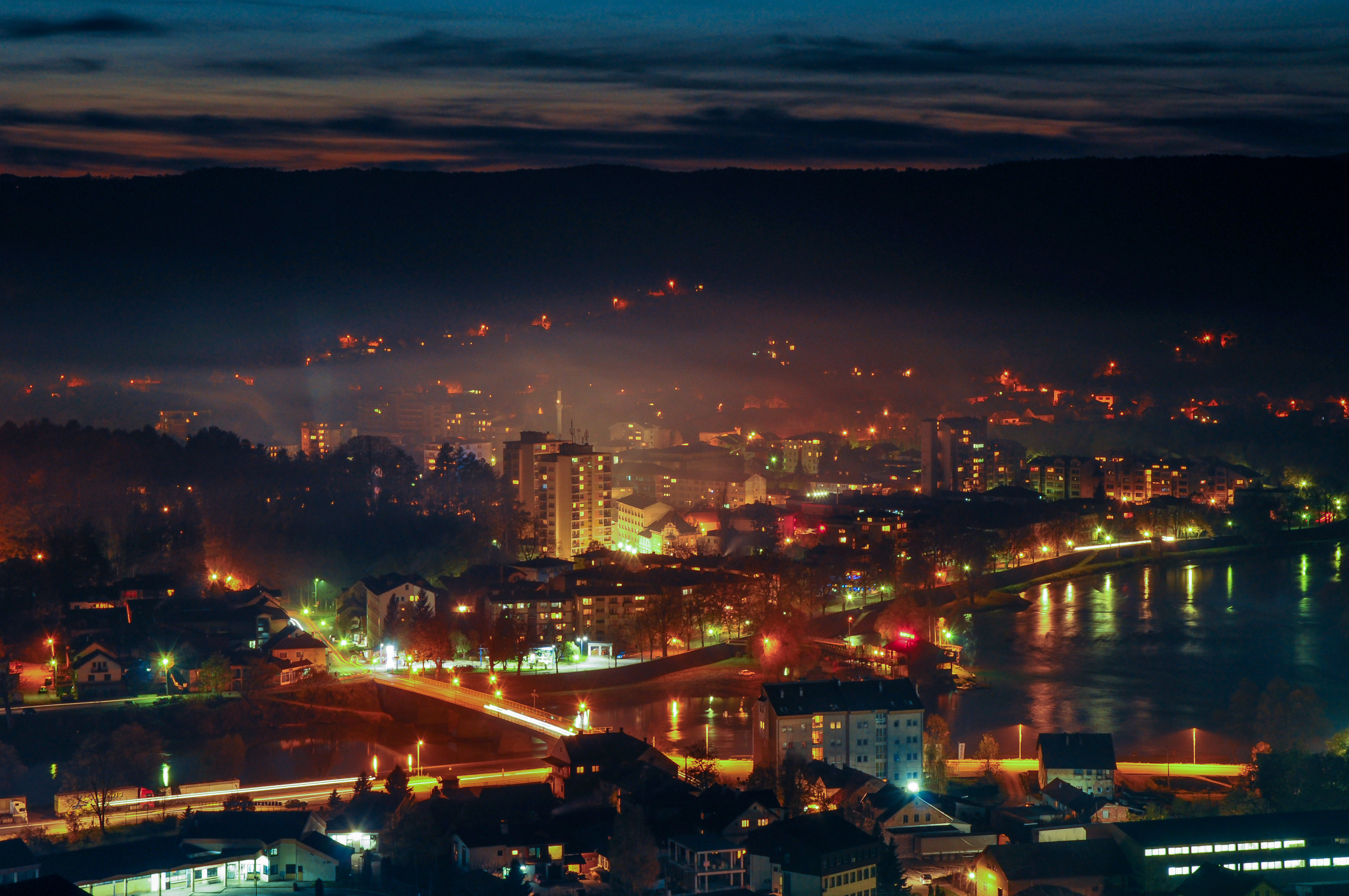
A város éjszakai látképe

- Novi Grad egyik legnagyobb látványossága a híres, három kilométer hosszú, kőfalakból épített partvédőmű, vagy a híres Novi „Kej” árnyas gesztenyefákkal és illatos hársfákkal tarkított sugárútjával. Építése több szakaszból állt: a fő munkálatokat az osztrák-magyar időszakban 1903-tól 1906-ig a városvezetés kezdte meg, majd 1934-től 1937-ig a jugoszláv királyi kormány folytatta. Az 1954-es és 1955-ös nagy árvizek után a megmaradt falazatlan köztes teret az 1954-es és 1955-ös nagy árvíz után az akkori kormány építette be, a vidorijai felvízi részét pedig a szálloda 1985-ös felépítése után falazták fel.

- Vidorija egy negyed Novi Gradban, a városközponttól délre ma a régi városnegyedhez tapad. Vidorija területe a Vidorija-pataktól lefelé található, amely jobb oldali mellékfolyójaként az Una folyóba ömlik. Az Unán található folyami szigeteket (ade) Vidorijska adának hívják. A név eredete a Vidorból, a Vitus személynév magyar változatából származik. A Vidorija mecset 1750 körül épült. 1870-ben épült nagyon karcsú, fából készült minaretje nyitott karzattal rendelkezik. A szerbek 1992 márciusa és júniusa között teljesen elpusztították. 2007-ben adományokat gyűjtöttek az újjáépítésére.